# Sugözü, Besni
Sugözü là một thị trấn thuộc huyện Besni, tỉnh Adıyaman, Thổ Nhĩ Kỳ. Dân số thời điểm năm 2011 là 1.297 người.